# Conhelo megye
Conhelo egy megye Argentína középső részén, La Pampa tartományban. Székhelye Eduardo Castex.

## Népesség
A megye népessége a közelmúltban a következőképpen változott:
| Év   | Lakosság |
| ---- | -------- |
| 2001 | 14 521   |
| 2010 | 14 077   |